# Johann Joseph Bauerband
Johann Joseph Bauerband (* 15. Juni 1800 in Wipperfürth; † 18. September 1878 in Bonn) war ein Jurist, Universitätsprofessor und 1848 Mitglied der Preußischen Nationalversammlung.

## Herkunft und Beruf

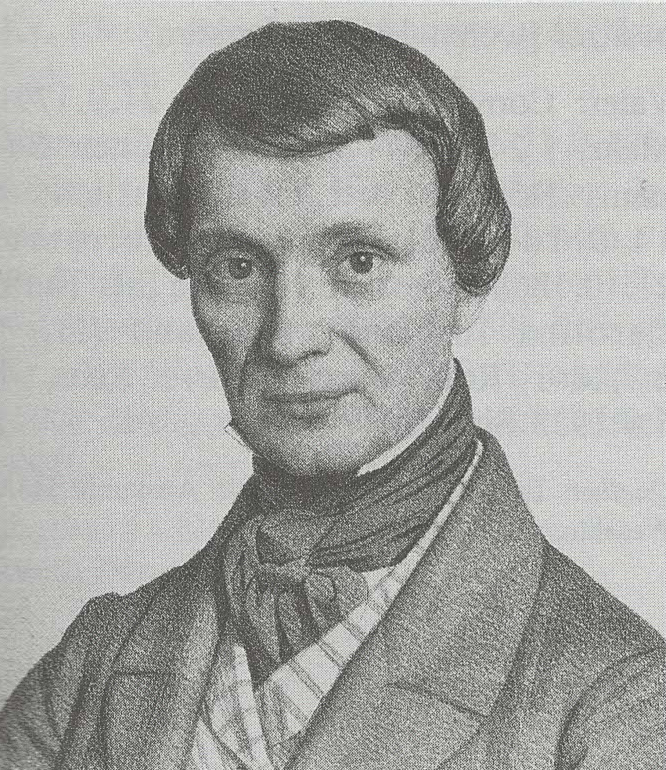
Johann Joseph Bauerband (zeitgenössische Darstellung)

Bauerband war Sohn des katholischen Gerbermeisters Johannes Paulus Baurband (getauft 11. Februar 1760 in Wipperfürth; † 22. November 1840 ebenda) und dessen Ehefrau Anna Elisabeth geborene Burgemer [Burgmer]. Er besuchte das katholische Gymnasium in Köln. Im Jahr 1819 nahm er zunächst ein theologisches Studium auf und wechselte später zu den Rechtswissenschaften. 1822 wurde er zum Dr. iur.utr. promoviert. Nach der ersten juristischen Prüfung arbeitete er 1826 zunächst als Friedensrichter in Siegburg und wurde im selben Jahr nach der zweiten juristischen Prüfung Landgerichtsassessor in Kleve. Ebenfalls 1826 heiratete er Franziska Firmenich (* 12. Mai 1803 in Köln; † 2. März 1879 in Bonn). Im Jahr 1828 wurde Bauerband Advokat am Rheinischen Appellationsgerichtshof in Köln. Als Sachkenner des im linksrheinischen geltenden Code civil wurde er ohne Promotion als Dozent an die Universität Bonn berufen. Gleichzeitig mit der Ernennung zum Dr. jur. h. c. 1844 wurde durch königliche Kabinettsorder ein Lehrstuhl für rheinisch-französisches Recht eingerichtet und Bauerband zum ordentlichen Professor ernannt. Zwischen 1848 und 1877 war er mehrfach Dekan der juristischen Fakultät. In den Jahren 1851/52 und 1863/64 war er außerdem Rektor der Universität. Neben seiner Universitätslaufbahn arbeitete er seit 1847 erneut als Anwalt. Im Jahr 1852 wurde er zum geheimen Justizrat und zwei Jahre später zum Kronsyndikus ernannt. 1866 wurde er mit dem Roten Adlerorden 3. Klasse mit Schleife und 1872 in der 2. Klasse mit Eichenlaub und der Zahl 50 ausgezeichnet.

## Politisches
Seit 1844 war Bauerband Mitglied des Gemeinderates beziehungsweise Stadtverordneter in Bonn. Im Jahr 1848 war er Mitglied der preußischen Nationalversammlung für den Wahlkreis Bonn und gehörte dort der Fraktion des linken Zentrums an. Im Jahr 1850 war er Mitglied des Volkshauses des Erfurter Unionsparlaments für den Wahlbezirk Bonn, Rheinbach, Euskirchen. Von 1854 bis zu seinem Tod war er mit besonderem königlichen Vertrauen berufenes Mitglied des preußischen Herrenhauses. Er war von 1871 bis 1875 stellvertretender Abgeordneter im Provinziallandtag der Rheinprovinz und wurde bei den beiden Landtagssessionen 1875 als Abgeordneter einberufen.

## Werke
- Institutionen des französischen in den deutschen Landen des linken Rheinufers, insbesondere des im Bezirke des Königlichen rheinischen Appellationsgerichtshofes zu Cöln geltenden Civilrechts. Bonn, 1873.
- Werke von und über Johann Joseph Bauerband in der Deutschen Digitalen Bibliothek